# Tylophora minima
Tylophora minima är en oleanderväxtart som beskrevs av P.I. Forster. Tylophora minima ingår i släktet Tylophora och familjen oleanderväxter. Inga underarter finns listade i Catalogue of Life.